# Topologie diferențială
Topologia diferențială este un domeniu al matematicii aflat „intersecția” dintre topologie și calculul integral și diferențial, efectiv în cazul particular al funcțiilor diferențiabile aplicate în cazul varietăților multi-dimensionale.
Topologia diferențială este un domeniu apropiat de domeniul geometriei diferențiale, împreună constituind teoria geometrică a varietăților multi-dimensionale diferențiabile.

## Vedeți și
- Diverse subiecte în geometria și topologia diferențială
- Glosar de termeni în geometria și topologia diferențială
- Introducere în matematica curburii spațiu-timp
- Publicații importante în geometria diferențială
- Publicații importante în topologia diferențială